# Trychosis nigra
Trychosis nigra là một loài tò vò trong họ Ichneumonidae.